# Chrysochalcissa oviceps
Chrysochalcissa oviceps är en stekelart som beskrevs av Boucek 1978. Chrysochalcissa oviceps ingår i släktet Chrysochalcissa och familjen gallglanssteklar. Inga underarter finns listade i Catalogue of Life.